# MA-24
La MA-24 est une voie rapide urbaine qui permet d'accéder à Malaga depuis l'A-7 en venant de l'est (Motril, Almérie...).
Elle se détache de l'A-7 à l'est de l'agglomération et va longer la côte avant de desservir la banlieue-est de Malaga sur l'Avenida de Juan Sebastien Elcano pour ensuite se reconnecter à l'A-7 vers La Biznaga.

Elle double la N-340.

## Tracé
- Elle débute à l'est de Malaga où elle va bifurquer avec l'A-7 en provenance de Motril ou encore Almeria.
- Elle dessert toutes les communes de l'est de l'agglomération (Cala del Moral...).
- La MA-24 se reconnecte ensuite à l'A-7 vers La Biznaga

## Sorties
| Numéro de la sortie | Nom de la sortie                                                | Bifurcation |
| ------------------- | --------------------------------------------------------------- | ----------- |
|                     | Malaga - Cordoue - Algésiras Motril - Almeria                   | A-7         |
| 04                  | Callal del Maral                                                |             |
| 05                  | Rincon de la Victoria                                           |             |
|                     | Malaga Est - Malaga-Avenida de Juan Sebastien Elcano            |             |
| 06                  | Malaga Est - Malaga-Carretera de Olias Macael - Olias           |             |
|                     | Malaga Nord - Marbella - Estepona Algésiras - Cordoue - Séville | A-7         |

### Référence
- Nomenclature